# Gabinetto (ufficio)
Il gabinetto, nel significato originario del termine, è un piccolo locale adibito ad uso personale, alla stregua di un ufficio, solitamente utilizzato per colloqui riservati o per il ricevimento di ospiti. 

## Etimologia
Il termine è derivato dal francese cabinet, al cui significato comune - di piccola stanza privata - si è sovrapposto il significato politico di consiglio privato del principe o capo dello Stato.
Da questo significato originario sono derivati i due significati estensivi utilizzati nel diritto e nella politica: collegio di ministri e ufficio di staff.

## Gabinetto come collegio di ministri
Presso il gabinetto del sovrano si svolgevano le riunioni con i ministri. Da qui l'estensione del significato del termine a indicare, soprattutto nei paesi anglosassoni, uno degli organi che compongono il governo e, precisamente, l'organo collegiale altrimenti denominato consiglio dei ministri (oppure, in alcuni paesi, consiglio di stato, consiglio esecutivo o, semplicemente, governo) che riunisce i ministri sotto la presidenza del capo dello stato o, secondo la forma di governo adottata, del capo del governo (Primo ministro, Presidente del Consiglio dei ministri, cancelliere ecc).

## Gabinetto come comitato interministeriale
Nel sistema italiano è definito Consiglio di Gabinetto un comitato interministeriale ristretto con ruolo consultivo nei confronti del Presidente del Consiglio dei ministri, secondo l'articolo 6 della legge n. 400 del 1988. I ministri che ne fanno parte sono scelti direttamente dal Presidente del Consiglio e sono generalmente politicamente rilevanti.

## Gabinetto come ufficio distaff
Altro significato estensivo del termine gabinetto è quello di ufficio formato dai più stretti collaboratori di una carica istituzionale (ad esempio, l'ufficio di gabinetto del sindaco), o di un alto funzionario politico (ad esempio, il capo dello stato, i presidenti delle camere o un membro del governo) o burocratico (ad esempio, il prefetto) che operano in staff allo stesso. Tale ufficio è solitamente diretto da un capo di gabinetto, spesso scelto in base a criteri fiduciari.
Nei ministeri italiani il gabinetto è uno degli uffici di diretta collaborazione con il ministro (come la segreteria del ministro e dei sottosegretari di stato, l'ufficio legislativo ecc.) e supporta lo stesso nella definizione degli obiettivi dell'amministrazione, nell'elaborazione delle politiche pubbliche, nella valutazione della loro attuazione e nelle connesse attività di comunicazione; cura, inoltre, il raccordo del vertice politico con l'amministrazione. Il suo capo è un dirigente nominato dal ministro per un periodo non superiore alla durata del proprio mandato e scelto tra "esperti, anche estranei all'amministrazione, dotati di elevata professionalità" (art. 7, comma 2, lettera e) del D.Lgs, 300/1999). 
Anche i presidenti delle regioni, i presidenti delle province e i sindaci dei comuni ( in genere quelli dei maggiori centri urbani, ma non solo) sono supportati da un gabinetto con funzioni analoghe , ed hanno quindi in genere la figura del Capo di Gabinetto. Nelle realtà comunali minori il Gabinetto del Sindaco, o Staff del Sindaco, ed il suo Capo di Gabinetto possono essere funzioni svolto a titolo gratuito da persone di provata esperienza scelte in maniera fiduciaria.
Quest'accezione del termine gabinetto non è usata nei paesi anglosassoni, dove un ruolo analogo al capo di gabinetto è svolto dal private secretary. Viene comunemente tradotto in italiano con Capo di gabinetto della Casa Bianca il titolo del White House Chief of Staff, che dirige l'intero staff al servizio del Presidente degli Stati Uniti ed è uno dei suoi più stretti consiglieri.